# Галицкий, Саша
Саша (Александр) Галицкий (род. 3 августа 1957 года) — израильский художник, писатель, автор курса социально-психологической реабилитации пожилых людей посредством творчества, создатель Музея искусства пожилых людей. Автор книги «Мама, не горюй! Как научиться общаться с пожилыми родителями и при этом не сойти с ума самому?» (2016, в рамках проекта Вл. Яковлева «Возраст счастья»). Книга издаётся издательством «Захаров», стала бестселлером и продана в количестве более 25,000 экз. В 2018 году последовала книга «Не боись!» Как постареть и при этом не сойти с ума?", выдержавшая уже четыре переиздания.

## Биография
Родился в Люберцах в 1957 в семье инженера и изобретателя Б. А. Галицкого и участкового врача Л. Г. Рудинской. В 1971 году поступил в МХПУ им. Калинина по классу скульптуры. После окончания училища был призван в армию. Проходил службу в Таманской дивизии. После демобилизации работал слесарем 3-го разряда в московском метро и художником-оформителем кинотеатра «Наука и Знание» на Арбате. В 1978 году поступил в МГПИ им. Ленина, в 1983 году окончил художественно-графический факультет Московского заочного педагогического института. Работал под руководством Аркадия Троянкера в творческой студии при заводе игрушек «Огонек», где разрабатывал упаковки детских игрушек, затем в дизайн-студии Семена Левина, в будущем автора логотипа НТВ и др. Член Союза Дизайнеров СССР с 1989 г.
В 1990 году эмигрировал в Израиль. Преподавал в мастерской графики Академии Художеств Бецалель (Иерусалим), с 1993 по 2004 год — арт-директор Центра Образовательных Технологий (Тель Авив). Автор официального веб-сайта (2003—2017) Славы Полунина.
В 2002 году открывает передвижную студию деревянной скульптуры в десяти домах престарелых Израиля. Публикует в социальных сетях заметки о судьбах очень пожилых людей, занимающихся в возрасте 80-100 лет творчеством.
О работе Саши Галицкого и его престарелых учениках режиссёр-документалист Инна Лесина создает фильм «Резьба по дереву», 2017
Сценарист и режиссёр фильма «Ван Гоги» Сергей Ливнев использует в своем фильме элементы биографии художника. Название фильма Сергея Ливнева также заимствовано из художественно-социального проекта Галицкого «Ван Гоги». Саша участвует в продюсировании эпизодов фильма, снимавшихся в Израиле с участием реальных престарелых учеников Галицкого, финальный эпизод фильма построен полностью на их художественных работах.

## Выставки
- Презентация «Музея Искусства Пожилых Людей» в Музее истории ГУЛАГа, Москва, февраль 2020[1]
- «Ячейки памяти — Memory Slots», Edith & Carl Marks Jewish Community House of Bensonhurst, Нью Йорк, январь 2020
- С Андреем Макаревичем — «Котаблос[2]Ксения Чудинова. Андрей Макаревич вместе с Александром Галицким рисуют «Котаблосы». Сноб (2 марта 2012).», 2012, «На дне[3]», 2014 — обе выставки в галерее «Роза Азора», Москва; «Потоп[4]», «Table Talk», Израиль-Россия, 2017—2019, «Сухое-Крепленое[5]», «Tzuk Gallery», Нетания, Израиль, 2019
- «The Wonderland experience — Sasha Galitsky after Gennadiy Kalinovsky» Музей Израиля, Иерусалим, 2011 г.[6]תמר רותם. לצייר בארץ הפלאות (ивр.). הארץ (9 октября 2011). Tamar Rotem. Sasha in Wonderland (англ.). HAARETZ (14 октября 2011).
- «Прошедшее Продолженное»[7] Манеж, Москва, 2016 — в рамках выставки «Израиль открывает двери[8]»
- Павильон на фестивале «Белые Ночи», Пермский Музей Современного Искусства, 2013
- «Деревенеющие», Пермский Музей Современного Искусства, 2010[6]
- «Бумеранг», Пермский Музей Современного Искусства, 2010

## Статьи, интервью
- Для наших бабушек и дедушек коронавирус опаснее всего. Как убедить их сидеть дома и чем еще помочь. Очень личная инструкция от художника Саши Галицкого. Meduza (23 марта 2020).
- Израиль за неделю (17 марта 2020).
- В рамках проекта «Музейный СтарТрек», Москва, (сентябрь 2019)[9]
- Светлана Конеген. «Я нашел лазейку в ужас бытия». Искусство понимать старость. Радио Свобода (23 декабря 2018).
- Марина Лепина. 12 правил общения со стариками и как не бояться старости. Милосердие.RU (1 октября 2018).
- Надежда Прохорова. Художник Саша Галицкий: Я боялся преподавать старикам и острых стамесок в их руках. Но резьба по дереву – это способ размягчить человека и вылечить его душу. Правмир (1 февраля 2018).
- Эфир с Алексеем Бегаком. Правила жизни (19 января 2017).
- Александр Галицкий: «Я стал меньше бояться старости». Наедине со всеми (14 июня 2016).
- Елена Долженко. Как общаться с пожилыми родителями: 10 простых правил. Афиша Daily (15 декабря 2016).
- Алла Гаврилова. Художник Саша Галицкий: «Те, кто ходят на мой кружок, живут вечно». Newsru.co.il (26 января 2016).
- Художник Саша Галицкий о работе с пожилыми людьми: Я вливаю в них жизнь. LIFE (1 октября 2016).
- http://booknik.ru/authors/sasha-galitskiy
- Руслан Гусаров. Творчество как лекарство. НТВ (23 января 2011).

## Награды
- Премия Министерства Алии и Интеграции Израиля имени Юрия Штерна в области скульптуры, 2017[10].